# Svéd nyelv

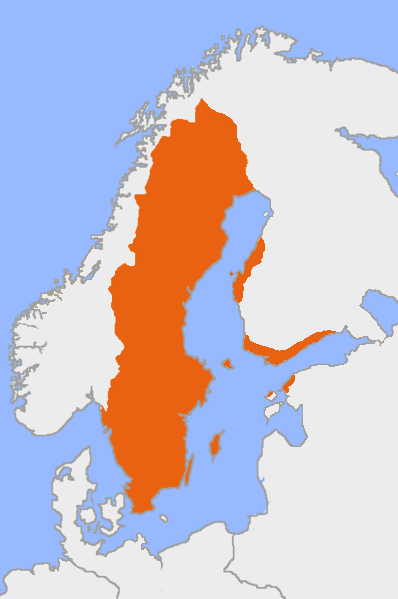
A svéd nyelv elterjedtsége

A svéd nyelv (svédül svenska) az indoeurópai nyelvek germán családjába tartozó észak-germán, avagy skandináv nyelv. Legközelebbi rokona a dán, mellyel együtt az észak-germán nyelvek keleti csoportját alkotják, míg a nyugati ághoz a norvég, a feröer és az izlandi nyelvek tartoznak. Ezek között a nyelvek között a rokonság oly közeli, hogy a svédek, norvégok és dánok saját anyanyelvüket használva többé-kevésbé megértik egymást. A földrajzilag távolabb fekvő területeken beszélt skandináv nyelvek, az izlandi és feröer azonban más helyzetben vannak. Utóbbiak saját, elszigetelt fejlődési utat jártak be, és a kontinensen élő skandináv beszélők már nem értik meg ezeket a nyelveket.
A svéd nyelv anyanyelvi beszélőinek száma kb. 9 millió. Svédországban és Finnországban hivatalos nyelv.

## Története

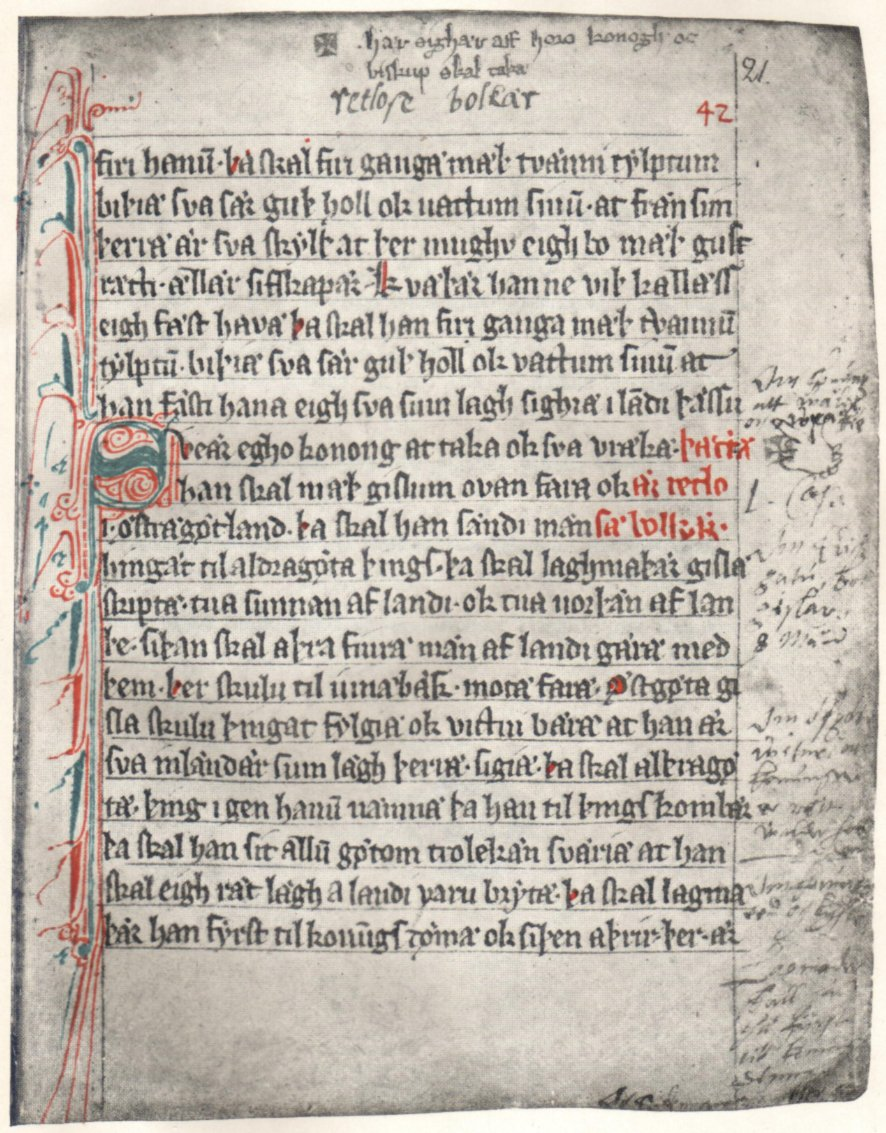
A svéd latinbetűs írásbeliség egyik legkorábbi emléke az 1280-as évekből származó Äldre Västgötalagen, Västergötland tartomány korabeli törvényeinek gyűjteménye.

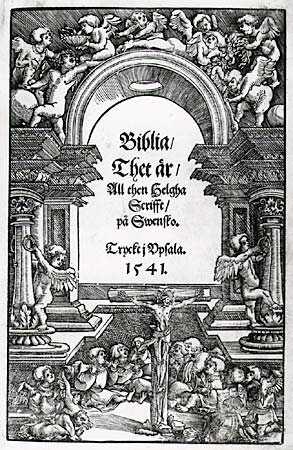
Gustav Vasa Bibliájának címoldala 1541-ből.

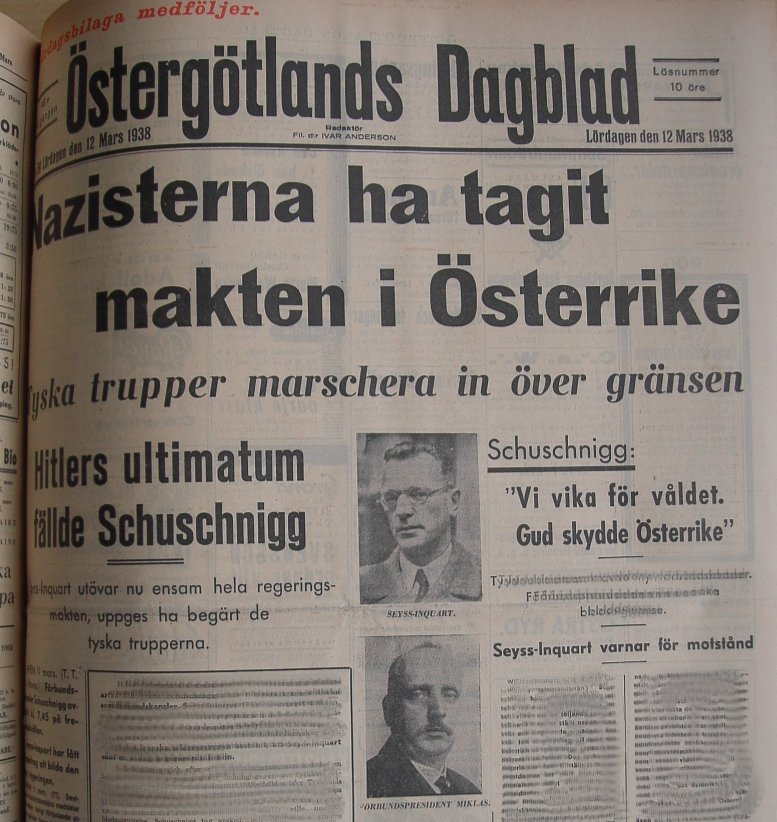
"A nácik átvették a hatalmat Ausztriában. A német hadsereg átmasírozott a határon" ("Nazisterna ha tagit makten i Österrike. Tyska trupper marschera in över gränsen.")
Az igék többes számú ragozású alakját, ahogyan az az "Östergötlands Dagblad" 1938-as számának oldalán olvasható, egészen az 1950-es évekig használták (vö. még: svéd nyelvtan).

A skandináv területek első lakosai feltehetőleg finnugor nyelvet beszélő halásznépek voltak, akikről kevés tárgyi emlék maradt fent. Ennek oka a jég folyamatos előrenyomulása és visszahúzódása. Az első indoeurópai nyelvet beszélők valószínűleg az i. e. 4. évezredben érkeztek meg. Az első germán hangeltolódás, amely a germán nyelveket elválasztotta a többi indoeurópai (vagy indogermán) nyelvtől, csak az i. e. 11-3. század folyamán ment végbe.
A skandináv nyelvekről az első írásos emlékeket a rúnajelekkel ellátott síremlékek, menhírek alkotják. A nyelv állapotát ekkor a 16 karakteres rúnaábécével írták le, azonban ebben sok hangpárt azonos jel jelölt. (Azonos jel volt például a magas és mély magánhangzópárokra). A skandináv nyelvek ekkoriban még csak dialektusok szintjén különültek el, és a Skandináviában élő germánok élettere jórészt a mai Dánia, Dél-Svédország és Dél-Norvégia területére korlátozódott. Az északi és keleti skandináv területek lakói az uráli nyelvet beszélő lappok és finnek voltak.
A 8-9. században indultak meg a viking kalandozások, melyek során a Norvégiában élő vikingek Izlandra és Grönlandra hajóztak, a dán vikingek Angliában telepedtek le (Danelaw, óang. Danelagh, ill. dán Danelagen) és a nyugat-európai partvidéket fosztogatták, míg a mai Közép-Svédország területén élő svea népek keleti irányba vándoroltak, ahol megszervezték az első orosz államokat. Ők voltak a varégok, vagyis a svéd vikingek. A viking kalandozások jelentősége nyelvtörténeti szempontból abban rejlik, hogy a hadviselő skandinávok nyelve jelentősen befolyásolta a meghódított, vagy fosztogatott népek nyelveit. Az orosz nyelv későbbi fejlődésére (elsősorban a személynevek tekintetében) például jelentősen hatott az északi jövevények nyelve.
Skandináv eredetű orosz nevek a következők: Olga (eredete: Hälgi), Igor (eredete feltehetőleg: Yngvarr), valamint Oleg.
A svéd (és a többi északi nyelv) fejlődésére nagy hatást gyakorolt a kereszténység 1050-es felvétele után a latin nyelv is, mely az északi nyelvet mind szókincsében, mind formailag gyarapította.
Az ezt következő időszak után váltotta fel a rúnaírást a latin betűhasználat.
A svéd csak a 13. században kezdett elkülönülni a többi északgermán nyelvtől (lásd: óészaki). A fejlődés eredményeként kialakult az ósvéd és az ódán nyelv, amelyek egymásra jobban hasonlítottak, mint az északgermán nyelvek másik ágára, az ónorvég és az óizlandi nyelvekre.
A önálló fejlődésnek nagy lökést adott a I. Vasa Gusztáv vezetésével elért 1523-as leválás a kalmari unióból, ez Svédország tulajdonképpeni megalakulásának időpontja.
A nyelv tovább gazdagodott a nyelvi újítási törekvések következtében is, melyeket egyfelől a Bibliafordításaik révén Laurentius Andreæ és a Petri fivérek vezettek, de hasonlóan pozitívan hatottak a XVII. sz.-ban Stjernhjelm, a 18. században Olof von Dalin vezette reform- és nyelvtisztítási törekvések is. A nyelv fejlesztésében és ápolásában egyes királyok is aktívan részt vettek, így például I. Vasa Gusztáv, II. Gusztáv Adolf.
A Hansa kereskedelemben való részvétel miatt a svédet jelentősen befolyásolta a középfelnémet nyelv, mely egyfelől a szókincsben, másfelől bizonyos előtagokban és elöljárószókban jelenik meg.
A svéd nyelv fejlődéséhez hozzájárult a Gótok Társasága által felvirágoztatott nemzeti irodalom is. A számos pozitív hatás hatalmas lökést adott egy természetes fejlődési folyamat kibontakozásához, melynek eredményeként a svéd nyelv a 18. század kezdetétől magas irodalmi fokot ért el.
A svédre ezenkívül bizonyos hatást gyakorolt – elsősorban jövevényszavak tekintetében – a francia nyelv, egyrészt a felvilágosodás kora utáni időszakban, másrészt a napóleoni háborúk korszakában a svéd trónra meghívott Jean Baptiste Bernadotte tábornok által megalapított, francia eredetű Bernadotte-ház kapcsán, amelynek tagjai egyébként a mai napig Svédország trónján ülnek.
Manapság a svédre a legnagyobb hatást az angol nyelv gyakorolja, illetve egy párhuzamosan folyó jelenség a dialektusok visszahúzódása, a tömegmédia egységesítő hatása révén.

### Jövevényszavak a svéd nyelvben
Történelmi jelentőségéből és politikai-hatalmi-kereskedelmi pozíciójából adódóan a svéd nyelv számos más, európai nyelvvel került érintkezésbe. Ezek a nemzetközi kapcsolatok a svéd nyelv fejlődését is befolyásolták, jövevényszavakkal gazdagítva azt. A svédre leginkább ható nyelvek a latin, a német és a francia voltak, manapság pedig az angol formálja jelentősen a nyelvet.
Általában igaz az összes germán nyelvre, hogy a latin nyelv hatását két időszakban élték át. Először a rómaiakkal kereskedő germánok vettek át latin szavakat, ezek olyan jól betagozódtak a germán nyelvekbe, hogy latin eredetük mára alig felismerhető. Ilyen szavak a közlekedéssel és kereskedelemmel kapcsolatos szavak, mint például a latin carrus a kärra ("kocsi") szóban, vagy a latin caupo a köpa ("vásárolni") szóban. Hasonlóan a régi latinból erednek a vin ("bor"), és öre (lat.: aureus, eredetileg: "aranyérme") szavak. A svéd "lúd", azaz gås szó is a latin ganta szóra vezethető vissza.
Kelta jövevényszavak a svéd nyelvben a rik ("gazdag"), és a järn ("vas", "vasérc") szavak.
A latin nyelv hatásának másik nagy időszaka a kereszténység terjedésének időszaka a középkorban. Számos vallással kapcsolatos szó ered a középkori egyház latin szókincséből, köztük felsorolhatók a magyar szemnek is ismerős advent, altare, biskop, kloster, martyr és paradis szavak. Az egyház tevékenysége azonban további szavakkal is gyarapította a nyelvet, így kerültek a svédbe latin eredetű szakmai kifejezések, mint például az ympa, mely a latin imputera szóból ered, és "oltást", "szemezést" jelent. (Mindkét szó esetén a kertészethez köthető szavakról van szó.)
A svéd nyelvre máig észrevehető hatást gyakorolt a középfelnémet nyelv, mellyel a svédek a Hanza-kereskedelem kapcsán kerültek kapcsolatba. Ezek a jövevényszavak elsősorban adminisztrációs intézményekkel, és általában az adminisztrációval, valamint a kereskedelemmel kapcsolatos kifejezések, mint például borgmästare ("polgármester"), fogde ("törvényszolga"), stad ("város"), köpman ("kereskedő"), skomakare ("cipész"), snickare ("asztalos"), mynt ("érme"), ränta ("kamat").
Érdekes módon olyan szavakat is "kölcsönzött" a svéd a némettől, melyeknek abban az időben voltak svéd megfelelőik is, sőt, utóbbiak a mai napig továbbélnek stilisztikailag megváltozva. Ilyen szavak a fråga ("kérdés") és a språk ("nyelv"), melyek svéd eredetű megfelelői spöria és mal (mål).
A 16. században a Hanza kereskedelem hatalmi befolyása jelentősen csökkent, azonban a német területekről egész Európára kiható reformáció tovább erősítette a német hatást. Igaz, a lutheri Biblia- fordítás által inspirált svéd fordítás Gustav Vasa által jelentős lökést adott a svéd nemzeti nyelv kibontakozásának is. A reformációt követő háborús időszak hozta a svéd nyelvbe a hadviseléssel kapcsolatos, német eredetű szavakat, mint például: ammunition ("muníció"), furir ("őrmester"), fältskär ("felcser") és gevär ("fegyver").
A holland nyelvből a svéd számos pénzügyi és bankkal kapcsolatos kifejezést kölcsönzött.
A 18. század során számos idegen szó került a svéd nyelvbe. Köztük számos katonai kifejezés, mint például kasern, marin és pluton. Számos melléknévvel is gazdagodott a svéd, melyek főleg a franciából erednek. Ilyenek: blond, charmant, fatal, modern, vagy populär, de ebben az időszakban kerültek a svédbe – szintén a franciából – a byrå ("iroda"), a salong, az aktör ("színész"), a replik, a champagne, vagy a kastrull ("serpenyő") szavak.
Az ezt a korszakot követő ipari forradalom időszaka az angol nyelv hatásának erősödését hozta magával. Az angolból érkeztek a svédbe a bojkott, a lokomotiv, a pyjamas, a trål, a vinsch, vagy a whiskey szavak. A francia konyha is ebben az időszakban, azaz a 19. században hozta Svédországba a filé, färs és omelett szavakat. A politikai élet új jelenségeinek leírásai is francia közvetítéssel érkeztek: byråkrat ("bürokrata"), socialism. A kor német jövevényszavai között felsorolhatók: mauser, muta in, valamint a rutscha ("csúszni").
A modern kor elsősorban a technika vívmányainak angol szavait importálja a svéd nyelvbe, mint például modem, Internet és spam. Az angol eredetű szavakat gyakran az eredeti ejtést tükrözve, svédes formában írják, például tejp ("ragasztószalag"), räls ("sín"), kex vagy käx ("keksz"), tajma (időzíteni), mejl ("mail"), sajt ("weboldal").
Az Európán kívüli világ nyelvei is gazdagították a svéd nyelvet: a potatis ("burgonya") és tomat ("paradicsom") indián eredetű szavak. A känguru és dingo angol közvetítéssel került a svéd nyelvbe, de a szavak ausztrál eredetűek. Keletről érkeztek a svéd nyelvbe az alábbi szavak: moské ("mecset"), brahman, kung fu, sushi.
Arab eredetűek a svédben az amiral ("admirális"), alkohol, hasard ("kockázat") szavak. Az országban élő nagyszámú arabnak köszönhetően modern kori átvételek is történnek, egyelőre jobbára az ifjúsági nyelv szintjén, például jalla ("igyekezz!"), habibi ("kedvesem" illetve "csinos").
Magyar eredetű szavak a svédben a gulasch ("pörkölt vagy gulyásleves"), husar (huszár) és a hejduk ("bérenc").
Svéd jövevényszavak a magyar nyelvben: ombudsman, szlöjd.

## Dialektusok
Svédország dialektikus sokszínűsége a földrajzi távolságokból, valamint az éghajlati sajátosságokból adódó regionális elszigeteltségből ered. A dialektusok a kereskedelem révén már a történelmi időkben is érintkeztek egymással, igazi egységesülő hatás azonban csupán napjainkban felfedezhető a tömegmédia hatása révén.
A svéd nyelvben a nyelvészek 6 fő csoporton belül 20 különböző dialektust különböztetnek meg. A meglévő dialektusok közül, melyeken a 13. századtól már törvények is íródtak, számos ódon jelleggel bír. A Svearike, azaz a Mälar-tó melletti vidék dielaktusain kívül, melyek egyébként a svéd irodalmi nyelv alapját képezik, kiemelendő a dalarnai dialektus, valamint Gotland szigetének sajátos dialektusa, mely elszigeteltségéből adódóan sok tekintetben nagy fokú eltéréseket mutat a kontinentális svéd nyelvhez képest.
A dialektusok mindegyike, a dalarnai, norrbotteni, valamint a gotlandi dialektusok kivételével egyenes kontinuumon haladva visszavezethető az óészaki nyelvre, a norvég és a dán dialektusokkal együtt.
A Stockholmi és Lundi Egyetemek által vezetett SweDia 2000 projekt az alábbi dialektusokat azonosította:

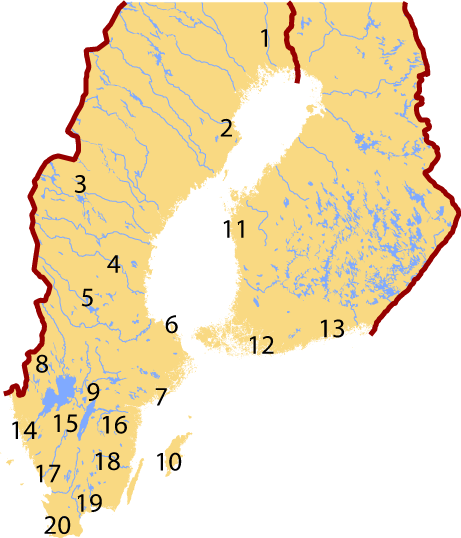
A modern svéd dialektusok földrajzi elhelyezkedése

- Norrländska, azaz északi nyelvjárás a Norrland vidéken

1. Överkalix, Norrbotten; hangpélda
2. Burträsk, Västerbotten; hangpélda
3. Aspås, Jämtland; hangpélda
4. Färila, Hälsningland; hangpélda
- Svea nyelvjárás a Svealand vidéken

5. Älvdalen, Dalarna; hangpélda
6. Gräsö, Uppland; hangpélda
7. Sorunda, Södermanland; hangpélda
8. Köla, Värmland; hangpélda
9. Viby, Närke; hangpélda
- Gotländska, avagy gotlandi nyelvjárás Gotland szigetén

10. Sproge, Gotland; hangpélda
- Östsvenska, avagy keleti-svéd nyelvjárás Finnországban

11. Närpes, Österbotten; hangpélda
12. Dragsfjärd, Åboland; hangpélda
13. Porvoo (Borgå), Nyland; hangpélda
- Göta nyelvjárás a Götaland vidéken

14. Orust, Bohuslän; hangpélda
15. Floby, Västergötland; hangpélda
16. Rimforsa, Östergötland; hangpélda
17. Årstad-Heberg, Halland; hangpélda
18. Stenberga, Småland; hangpélda
- Sydsvenska, azaz délsvéd nyelvjárás Svédország déli tartományaiban

19. Jämshög, Blekinge; hangpélda
20. Bara, Skåne; hangpélda
Finnországban a nyelv helyi változatát a finlandssvenska-t beszélik, mely intonációjában és fonetikájában eltér az anyaországitól. A nyelvnek ez a változata megőrzött régebbi formákat, másrészt a finn nyelv hatása alá is került.

### Az irodalmi svéd
A standard svéd nyelv a főváros, Stockholm környékén beszélt dialektusból fejlődött ki. Az irodalmi nyelv megnevezése rikssvenska, azaz "birodalmi svéd", vagy "nemzeti svéd", más megnevezésben högsvenska, utóbbi megnevezés azonban inkább Finnország területén használatos, míg Svédországban az előbbi megnevezést használják.
Apró érdekesség a Svéd Kereskedelmi Intézet (Handelns Utredningsinstitut) 2005-ös felmérése, melyben a megkérdezettek 54%-a nevezte meg az irodalmi svédet, mint azt a nyelvet, melyet a kereskedelemben előnyben részesítene (például üzletemberekkel való tárgyalások során, vagy telefonos megkeresések alkalmával). A gotlandi és värmlandi dialektusokkal szemben a megkérdezettek bizalmatlanságukat fejezték ki. A norrlänska dialektust a megkérdezett 800 ember 25%-a nevezte olyan dialektusnak, melynek hallgatása bizalmat ébreszt.

## A svéd hangrendszer

### A svéd ábécé
A svéd ábécé alapja a latinbetűs írás. Az å, ä, ö betűk az ábécé utolsó pozícióiban találhatók.
A svéd ábécé betűrendje, és az egyes betűk kiejtése a következők szerint alakul:
| A a   | B b   | C c          | D d   | E e  | F f      | G g   | H h   | I i  | J j   |
| /ɑː/  | /beː/ | /seː/        | /deː/ | /eː/ | /ɛf/     | /geː/ | /hoː/ | /iː/ | /jiː/ |
| K k   | L l   | M m          | N n   | O o  | P p      | Q q   | R r   | S s  | T t   |
| /koː/ | /ɛl/  | /ɛm/         | /ɛn/  | /uː/ | /peː/    | /kʉː/ | /ær/  | /ɛs/ | /teː/ |
| U u   | V v   | W w          | X x   | Y y  | Z z      | Å å   | Ä ä   | Ö ö  |       |
| /ʉː/  | /veː/ | /'dɵbəl veː/ | /ɛks/ | /yː/ | /'sɛːta/ | /oː/  | /æː/  | /øː/ |       |

Idegen eredetű szavakban, és családnevekben előforduló írásjel a fentieken kívül az é, mely a rendhagyó hangsúlyt hivatott jelölni, ld. armé ("hadsereg"), idé ("ötlet"), vagy Wessén.

### A svéd magánhangzók fonetikai rendszere

A svéd magánhangzók fonetikai rendszere

### A svéd magánhangzók fonetikai rendszere[2]
| Írás | IPA  | Leírás | Példa                          | Hangpélda |
| ---- | ---- | --- | ------------------------------ | --------- |
| a    | /ɑː/ | ajakkerekítéses, hátul képzett, mély a hang, a magyar a-nak megfelelő, azonban mindig hosszú                                            | bra /brɑː/ (jó)                | ▶         |
| a    | /a/  | elöl képzett, magas a hang, a német alle szóban ejtett a-hoz, vagy a magyar á-hoz hasonló, azonban mindig rövid                         | kall /kal/ (hideg)             | ▶         |
| e    | /eː/ | zárt, hosszú e hang, mely a magyar é-hez hasonló, vagy a német Meter szóban ejtett e-hez                                                | heta /'heːta/ (hívni, nevezni) | ▶         |
| e    | /ɛ/  | rövid, nyílt e hang, mely a német Fett szóban ejtett e-re hasonlít. A magyar e megfelelője.                                             | vecka /'vɛka/ (hét)            | ▶         |
| e    | /æ/  | nyílt, rövid ä-hang, mely -r előtt fordul elő                                                                                           | herre /'hærə/ (úr)             | ▶         |
| i    | /iː/ | zárt i hang, mely a Mine, vagy a wir német szavakban fordul elő. A magyar í-re hasonló, de annál zártabb hang.                          | vi /viː/ (mi)                  |           |
| i    | /i/  | zárt i hang, mely a bin német szóban fordul elő, ill. a magyar rövid i-re hasonlít.                                                     | flicka /'flika/ (lány)         | ▶         |
| o    | /oː/ | zárt o hang | son /soːn/ (fiú)               |           |
| o    | /ɔ/  | nyílt o hang, rövid o | boll /bɔl/ (labda)             | ▶         |
| o    | /uː/ | erősen kerekített u hang (hasonló a német Ruhe szóban előforduló u-hoz                                                                  | ko /kuː/ (tehén)               |           |
| o    | /u/  | rövid, nyílt u hang | ost /ust/ (sajt)               | ▶         |
| u    | /ʉː/ | tipikus svéd hang, mely sem a németben, sem az angolban nem fordul elő. Az u és ü közötti hang, melyet feszesebb ajkakkal kell kiejteni | hus /hʉːs/ ház)                | ▶         |
| u    | /ɵ/  | az /ʉː/ rövid megfelelője, kisebb ajakkerekítéssel kell kiejteni                                                                        | hund /hɵnd/ (kutya)            | ▶         |
| y    | /yː/ | hosszú ü-szerű hang, melyet azonban az i kis behatásával ejtenek ki                                                                     | ny /nyː/ (új)                  |           |
| y    | /y/  | a fenti hang rövid megfelelője | lycka /'lyka/ (szerencse)      | ▶         |
| å    | /oː/ | zárt o- hang, mint a német Sohn (fiú) szóban                                                                                            | kål /koːl/ (szén)              |           |
| å    | /o/  | a fenti hang rövid megfelelője | sång /soŋ/ (dal)               | ▶         |
| ä    | /ɛː/ | hosszú ä-hang | äta /ɛːta/ (enni)              |           |
| ä    | /ɛ/  | a fenti hang rövid megfelelője, megegyező az e alatt tárgyaltakkal                                                                      | bäck /bɛk/ (patak)             |           |
| ä    | /æː/ | szélesen nyílt ä, melyet -r előtti pozícióban ejtenek ki (már-már a magyar á-hoz közelít                                                | här /hæːr/ (itt)               |           |
| ä    | /æ/  | a fenti hang rövid megfelelője, mely hasonlóképpen mindig -r előtt fordul elő                                                           | färg /færj/ (szín)             |           |
| ö    | /øː/ | hosszú, zárt ö | söka /'søːka/ (keresni)        |           |
| ö    | /ø/  | hosszú, zárt ö rövid megfelelője | dröm /drøm/ (álom)             | ▶         |
| ö    | /œː/ | nyílt ö, mely -r előtti pozícióban fordul elő                                                                                           | höra /'hœːra/ (hallani)        |           |
| ö    | /œ/  | nyílt ö rövid megfelelője, mely -r előtti pozícióban fordul elő                                                                         | dörr /dœr/ (ajtó)              | ▶         |

### A svéd mássalhangzók fonetikai rendszere
A svéd mássalhangzók általános áttekintése:

| Bilabiális  | Bilabiális | Labiodentális | Labiodentális | Dentális | Dentális | Dentális | Alveoláris | Palatális | Palatális | Veláris | Veláris | Laringális |   |
| ----------- | ---------- | ------------- | ------------- | -------- | -------- | -------- | ---------- | --------- | --------- | ------- | ------- | ---------- | - |
| Zárhang     | p          | b             |               |          | t        | d        |            |           |           |         | k       | g          |   |
| Approximáns |            | b             |               | v        |          | d        | l          | r         |           | j       |         | g          | h |
| Réshang     |            |               | f             | v        | s        | s        | s          | r         | ɕ         | j       | ɧ       | ɧ          |   |
| Pergőhang   |            |               |               |          |          |          |            | r         |           |         |         |            |   |
| Nazális     | m          | m             |               |          | n        | n        | n          |           |           |         | ŋ       | ŋ          |   |

A svéd mássalhangzók fonetikai rendszerének leírása, és különlegességei
A következő mássalhangzók kiejtése a többi germán nyelvben megszokott módon történik: b, d, f, g, h, j, k, l, m, n, p, t. Fontos megjegyezni, hogy sok esetben a kiejtés a magyartól eltérő (a magyar nem indoeurópai nyelv). A b, d, valamint g hangok szó végi pozícióban zöngések (ellentétben a némettel).
Az alábbi kombinációkban az első mássalhangzó néma marad: dj, gj, hj, lj. A teljes csoportot /j/-ként ejtik ki. Példák:
- jag /jɑː(g)/ – én
- gjuta /jʉːta/ – önteni, öntözni
- ljus /jʉːs/ – fény
- djur /jʉːr/ – állat
- hjul /jʉːl/ – kerék

Magas hangrendű magánhangzók, azaz e, i, y, ä, ö előtt a k írásképet /ɕ/-ként ( ▶) ejtik ki (hasonló, mint a német ich szóban). Ugyanez történik a kj, valamint a tj írásképekkel. Példák
- kedja /'ɕeːdja/ – lánc
- kyss /ɕys/ – csók
- kök /ɕœːk/ – konyha
- tjock /ɕok/ – kövér

Magas hangrendű magánhangzók, azaz e, i, y, ä, ö előtt, illetve r után a g írásképet /j/-ként ejtik ki. Példák:
- ge /jeː/ – adni
- göra /'jœːra/ – tenni, csinálni
- gift /jift/ – házas
- gäst _/jɛst/ – vendég
- berg /bærj/ – hegy

A k és g fent leírt palatalizációja a csak hangsúlyos szótagokban történik. Hangsúlytalan szótagban a hangok /k/ és /g/ maradnak. Példák:
- rike /riːkə/ – ország, birodalom
- höger /høːgər/ – jobb

Az ng hang kiejtése – a többi germán nyelvhez hasonlóan /ŋ/ ( ▶). (Ennek kiejtése során a g nem hallható.)
Az r kiejtése a svédben hasonlít a magyarhoz, annál azonban "sötétebb" /ɹ/ ( ▶), vagy a délnémet területeken hallható r-hez. A garatban képzett r (uvuláris r) – mely többek között a standard németben hallható, – csak svéd dialektusokban fordul elő.
A következő mássalhangzó-kombinációkban az r összeolvad az azt követő mássalhangzóval: rl, rd, rn, rs, rt. Az eredmény egy ún. retroflex, azaz a nyelv hátrahajlításával képzett hang lesz. Ezek fonetikai képe a fenti sorrendben: /ɭ/ ( ▶), /ɖ/ ( ▶), /ɳ/ ( ▶), /ʂ/ ( ▶), /ʈ/ ( ▶). A jelenség szóhatároknál is előfordul, például: var_så god /vɑːʂoːguː(d)/ – tessék.
Az s a svédben mindig zöngétlen. (A magyar sz-nek megfelelő hang, nem ejtjük z-ként, mint a nyugati germán nyelvekben). Példák:
- läsa /lɛːsa/ – olvasni
- stor /stuːr/ – nagy
- spik /spːk/ – tű

a következő betűkombinációk a svéd nyelvre specifikus hangot jelölnek, a /ɧ/-t ( ▶), mely leginkább egy s és egy h egyidejű kiejtésére hasonlít: sj, sch, ch, skj, stj,. A szó végi -sion, -tion végződések során is ezt a hangot ejtjük /-'ɧuːn/, ami lehet veláris is /-'xun/, valamint magas hangrendű magánhangzók, azaz e, i, y, ö, ü és ä előtt az sk kombinációt is. Példák:
- sjuk /ɧʉːk/ – beteg
- skön /ɧøːn/ – szép
- station /sta'ɧuːn/ – állomás
- skägg /ɧɛg/ – szakáll

A w csak idegen eredetű és régies írásmódú tulajdonnevekben fordul elő a svédben, kiejtése /v/.

## Hangsúly és intonáció
A svéd egyike az olyan ritka európai nyelveknek, melyek egyes szavakhoz konkrét hanglejtést, ún. tonémát rendelnek hozzá. A svéd tehát tonális nyelv, mely azt jelenti, hogy vannak olyan szópárok, melyek jelentéskülönbségét csak a hanglejtés jelöli. Megkülönböztetünk 1-es és 2-es számú tonémát.
A tonéma 1 emelkedő hanglejtésű, a szó a hangsúlyos szótagnál kezdődik. Így ejtjük az összes egy szótagú szót, az idegen szavak többségét és némely többszótagú, svéd eredetű szót is.
A tonéma 2 összetett hanglejtésű: a hangmagasság először ereszkedik, majd emelkedni kezd, míg végül magasabban zárul, mint a szó elején volt.
Fontos megjegyezni, hogy a nyelvjárásokban ezek a tonémák megváltozhatnak, vagy akár azonosak is lehetnek, de pont ezek adják a svéd nyelv dallamosságát, amit már első hallásra megfigyelünk.

(A fenti tételek egy az egyben vonatkoznak a norvég nyelvre is.)

## Nyelvtan
A svéd nyelvtan számos hasonlóságot mutat az angol és német nyelvek felépítésével, így megtanulása és megértése az említett nyelveket beszélő magyar nyelvtanulónak nem okoz különösebb nehézséget.
A svéd főnevek alakját számuk (egyes szám, többes szám), nemük (utrum, neutrum), az eset (casus, mely a svédben alanyeset, ill. birtokos eset lehet) határozza meg. Alakjuk lehet határozott, vagy határozatlan. Ezt szemlélteti az alábbi táblázat:
|                   | egyes szám        | egyes szám            | többes szám          | többes szám              |
| határozatlan alak | határozott alak   | határozatlan alak     | határozott alak      |                          |
| nominativ         | hund kutya        | hunden a kutya        | hundar kutyák        | hundarna a kutyák        |
| genitiv           | hunds kutyának a… | hundens a kutyának a… | hundars kutyáknak a… | hundarnas a kutyáknak a… |

A svéd az ún. "szász genitív"-et használja, mely szerint a birtokos esetű alak végére egyszerűen "s" kerül. Ez a birtokos eset körülírható az av kötőszóval (→ vö. angol of, német von). A többi északgermán nyelvhez hasonlóan a főnév alakja lehet határozott és határozatlan, és a határozott alak képzése szó végi "rag", suffixum segítségével történik.
A fent leírt eseteken kívül a svéd további esetek képzésére prepozíciókat használ (i, av, över stb.)
Sajátos jelenség a svédben az ún. "kettős határozottság", mely jelzős főnévi, ill. a den här, det här, den där, det där, de här, de där ("ez a(z)…", "az a(z)…", "ezek a(z)…", "azok a(z)…") szerkezetekben fordul elő. A kettős határozottság azt jelenti, hogy a határozott névelő használata mellett a főnév is határozott alakban áll.
A főnévi szerkezet és jelentés szerint a svéd melléknevek alakja lehet határozott és határozatlan. Az alak attól függ, hogy áll-e a szerkezetben határozott névelő, vagy sem. Sok, gyakran használt svéd melléknév rendhagyó módon ragozódik, és fokozódik.
A svéd névmások megőrizték a tárgyeseti, ill. részeseseti alakot a birtokos eset mellett, előbbi két eset alakjai azonban az angolhoz hasonlóan megegyeznek.
Az ige alakja lehet infinitív, jelen, és múltidejű. A múltidőben a svéd a következő alakokat különbözteti meg: perfekt, präteritum, pluskvamperfekt. Jövőidő képzésére a svéd segédigét használ (ska, kommer att, tänker). A kötőmód kikopófélben van.
A svéd igék ragozása során egészen az 1950-es évekig megkülönböztették az igék egyes és többes számú alakját. Napjainkra ezek között az alakok között egy nyelvi reform eredményeként eltűntek a különbségek. Ugyanez a nyelvi reform vezette be a du névmás használatát az udvarias megszólításra a korábban gyakorolt ni helyett.

## Néhány hasznos kifejezés
- Hej! – Szia!
- Hej då! – Szia! (elköszönésnél)
- Vad heter du? – Hogy hívnak?
- Jag heter Karl. – Engem Karl-nak hívnak.
- Hur mår du? – Hogy vagy?
- Bra. – Jól.
- Vad kostar det? – Mennyibe kerül ez?
- Det kostar tio kronor. – Tíz koronába kerül.
- Tack (så mycket). – Köszönöm (szépen).
- Varsågod. – Tessék./Szívesen.
- Trevligt att träffas! – Örülök, hogy megismerhetem.
- Talar du engelska? – Beszél angolul?
- Jag behöver hjälp. – Segítségre van szükségem
- Ursäkta mig, var är toaletten? – Elnézést, merre van a vécé?

További hasznos példamondatok turistáknak a BBC oldalán.

## Külső hivatkozások
- Swedish 101 Svéd kifejezések kezdőknek (angol)
- A svéd dialektusokról (hangpéldákkal) (svédül)
- A svéd nyelv az ielanguages.com-on (angol)
- Online szótár a svéd kormány támogatásával
- Dictionary svéd-angol szótár
- Svéd-magyar miniszótár
- Svenopus svéd-magyar óriás értelmező szótár
- A svéd nyelvről magyarul Archiválva 2020. november 12-i dátummal a Wayback Machine-ben
- Svéd nyelvi kurzus a PennState weboldalán Archiválva 2007. október 12-i dátummal a Wayback Machine-ben (angol)
- Skandináv szépirodalmi gyűjtemény különböző nyelveken